# Sparnacien

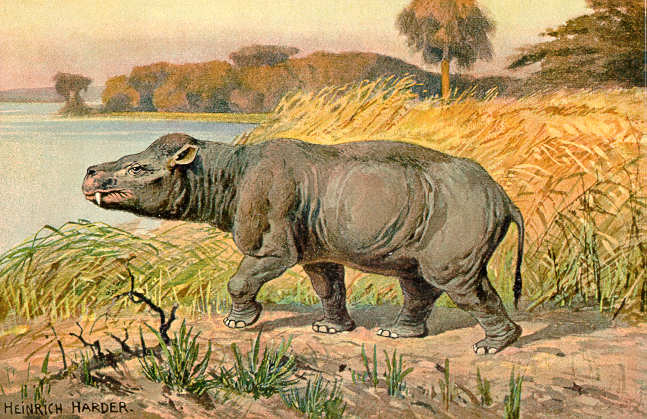
Coryphodon

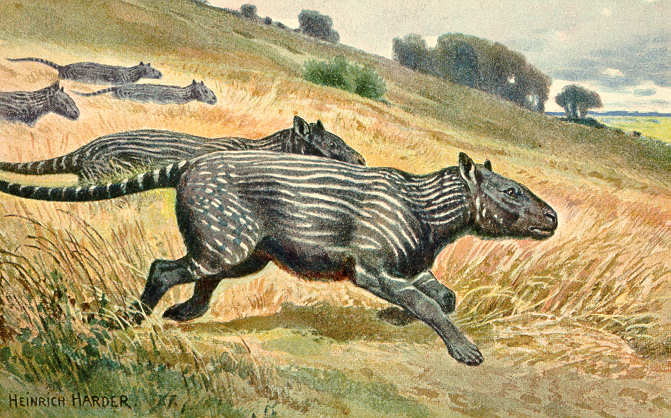
Phenacodus

Het Sparnacien of Sparnaciaan (Engels: Sparnacian) is een tijdperk en etage in het onderste deel van het Eoceen van Europa. Het maakt deel uit van de tijdschaal en indeling van Euraziatische zoogdieren en is daarin onderdeel van het Neustrien.

## Fossielenlocaties
Fossielenlocaties uit het Sparnacien zijn de Leden van Erquellines en Dormaal in België, de Soissonnais-formatie in het bekken van Parijs en enkele locaties in het zuiden van Frankrijk, het Engelse Abbey Wood en Silveirinha in Portugal.

## Fauna
De fauna bestaat uit verschillende overlevers uit het Paleoceen en diverse zoogdiergenera die zich ten tijde van het Paleocene-Eocene Thermal Maximum hebben verspreid over de noordelijke continenten. De grootste roofdieren van het Sparnacien zijn de mesonychiden Dissacus europaeus en Pachyaena gigantea, de oxyaeniden Oxyaena en Palaeonictis gigantea, en de grotere proviverrine hyaenodonten Arfia en Prototomus. De miaciden waren met meerdere genera (Miacis, Vassacyon, Uintacyon, Gracilocyon) vertegenwoordigd, terwijl ook Viverravus bekend is uit het Sparnacian. De arctocyonide Landenodon en triisodont Mondegodon waren de laatste Europese vertegenwoordigers van hun groep. De wijdverspreide genera Diacodexis en Hyracotherium waren ook in westelijk Europa aanwezig. Tot de kleinere zoogdieren van het Sparnacien behoorden opossums, diverse insectivore zoogdieren, knaagdieren als Paramys, primaten als Cantius en Teilhardina en huidvliegers. Verder maakten ook Coryphodon, Palaeosinopa, taeniodonten en condylarthen als Phenacodus deel uit van de Europese fauna, evenals diverse andere diergroepen zoals krokodillen. 